# Milton Keynes South (circonscription du Parlement britannique)
Circonscription parlementaire de la Chambre des communes
La circonscription de Milton Keynes South est une circonscription parlementaire britannique couvrant une partie de la ville et des environs de Milton Keynes, municipalité située dans le Buckinghamshire. Elle est représentée à la Chambre des communes du Parlement britannique depuis 2010 par Iain Stewart du Parti conservateur.

## Members of Parliament
| Élection | Élection | Membre       | Membre | Parti        |
| -------- | -------- | ------------ | ------ | ------------ |
|          | 2010     | Iain Stewart |        | Conservateur |

## Élections

### Élections dans les années 2010
| Parti         | Parti                | Candidat             | Voix   | %    | ±    |
| ------------- | -------------------- | -------------------- | ------ | ---- | ---- |
|               | Conservateur         | Iain Stewart         | 32,011 | 50,0 | +2.5 |
|               | Travailliste         | Hannah O'Neill       | 25,067 | 39,2 | -5.7 |
|               | Libéral Démocrate    | Saleyha Ahsan        | 4,688  | 7,3  | +4.4 |
|               | Green                | Alan Francis         | 1,495  | 2,3  | +0.5 |
|               | Indépendant          | Stephen Fulton       | 539    | 0,8  | New  |
|               | Christian Peoples    | Amarachi Ogba        | 207    | 0,3  | New  |
| Majorité      | Majorité             | Majorité             | 6,944  | 10,8 | +8.2 |
| Participation | Participation        | Participation        | 64,007 | 66,4 | -3.4 |
|               | Conservateur retenir | Conservateur retenir | Swing  |      |      |

| Parti         | Parti                | Candidat             | Voix   | %    | ±     |
| ------------- | -------------------- | -------------------- | ------ | ---- | ----- |
|               | Conservateur         | Iain Stewart         | 30,652 | 47,5 | +0.7  |
|               | Travailliste         | Hannah O'Neill       | 28,987 | 44,9 | +12.8 |
|               | Libéral Démocrate    | Tahir Maher          | 1,895  | 2,9  | -1.0  |
|               | UKIP                 | Vince Peddle         | 1,833  | 2,8  | -10.4 |
|               | Green                | Graham Findlay       | 1,179  | 1,8  | -1.5  |
| Majorité      | Majorité             | Majorité             | 1,665  | 2,6  | -12.1 |
| Participation | Participation        | Participation        | 64,486 | 69,8 | +4.0  |
|               | Conservateur retenir | Conservateur retenir | Swing  | -6.0 |       |

| Parti         | Parti                | Candidat             | Voix   | %    | ±     |
| ------------- | -------------------- | -------------------- | ------ | ---- | ----- |
|               | Conservateur         | Iain Stewart         | 27,601 | 46,8 | +5.2  |
|               | Travailliste         | Andrew Pakes         | 18,929 | 32,1 | -0.1  |
|               | UKIP                 | Vince Peddle         | 7,803  | 13,2 | +9.5  |
|               | Libéral Démocrate    | Lisa Smith           | 2,309  | 3,9  | -13.8 |
|               | Green                | Samantha Pancheri    | 1,936  | 3,3  | +1.9  |
|               | Indépendant          | Stephen Fulton       | 255    | 0,4  | New   |
|               | Keep It Real Party   | Matthew Gibson       | 116    | 0,2  | New   |
| Majorité      | Majorité             | Majorité             | 8,672  | 14,7 | +5.3  |
| Participation | Participation        | Participation        | 59,019 | 65,8 | +1.9  |
|               | Conservateur retenir | Conservateur retenir | Swing  | +2.6 |       |

| Parti         | Parti                                  | Candidat        | Voix   | %    | ±   |
| ------------- | -------------------------------------- | --------------- | ------ | ---- | --- |
|               | Conservateur                           | Iain Stewart    | 23,034 | 41,6 | N/A |
|               | Travailliste                           | Phyllis Starkey | 17,833 | 32,2 | N/A |
|               | Libéral Démocrate                      | Peter Jones     | 9,787  | 17,7 | N/A |
|               | UKIP                                   | Philip Pinto    | 2,074  | 3,7  | N/A |
|               | BNP                                    | Matthew Tait    | 1,502  | 2,7  | N/A |
|               | Green                                  | Katrina Deacon  | 774    | 1,4  | N/A |
|               | Christian Peoples                      | Suzanne Nti     | 245    | 0,4  | N/A |
|               | Nationwide Reform Party                | Jonathan Worth  | 84     | 0,2  | N/A |
| Majorité      | Majorité                               | Majorité        | 5,201  | 9,4  | N/A |
| Participation | Participation                          | Participation   | 55,333 | 63,9 | N/A |
|               | Conservateur vainqueur (nouveau siège) |                 |        |      |     |